# برنار لولت
برنار لَوَلِت (فرانسوی: Bernard Lavalette‎; ۲۰ ژانویهٔ ۱۹۲۶ – ۱۴ دسامبر ۲۰۱۹) بازیگر اهل فرانسه بود.
از فیلم‌ها یا برنامه‌های تلویزیونی که وی در آن نقش داشته‌است می‌توان به ازدواج ژاندارم اشاره کرد.